# Dragiša Binić
Dragiša Binić (serbisch-kyrillisch Драгиша Бинић; * 20. Oktober 1961 in Kruševac) ist ein ehemaliger jugoslawischer bzw. serbischer Fußballspieler.

## Karriere

### Verein
Binić begann seine Karriere bei FK Napredak Kruševac, wo er von 1980 bis 1983 spielte. Danach spielte er bei FK Radnički Niš, FK Roter Stern Belgrad, Stade Brest, UD Levante, Slavia Prag, APOEL Nikosia, Nagoya Grampus Eight und Tosu Futures. Er trug 1991 zum Gewinn der Europapokal der Landesmeister 1990/91 bei. 1995 beendete er seine Spielerkarriere.

### Nationalmannschaft
Im Jahr 1990 debütierte Binić für die jugoslawische Fußballnationalmannschaft. Er hat insgesamt drei Länderspiele für Serbien bestritten.

## Errungene Titel
- 1. jugoslawische Fußballliga: 1987/88, 1989/90
- Europapokal der Landesmeister: 1990/91